# Fuerza de Defensa de Surinam
La Fuerza de Defensa de Surinam (en neerlandés: Surinaamse Nationaal Leger) son las fuerzas militares de defensa de la nación de Surinam.

## Introducción
La Fuerza de Defensa de Surinam cuenta con tres ramas, Ejército, Armada y Fuerza Aérea, el Presidente de Surinam es el Comandante en jefe de la Fuerza de Defensa, el presidente es asistido por el Vicepresidente de Surinam y por el Ministro de Defensa.

## Ejército de tierra

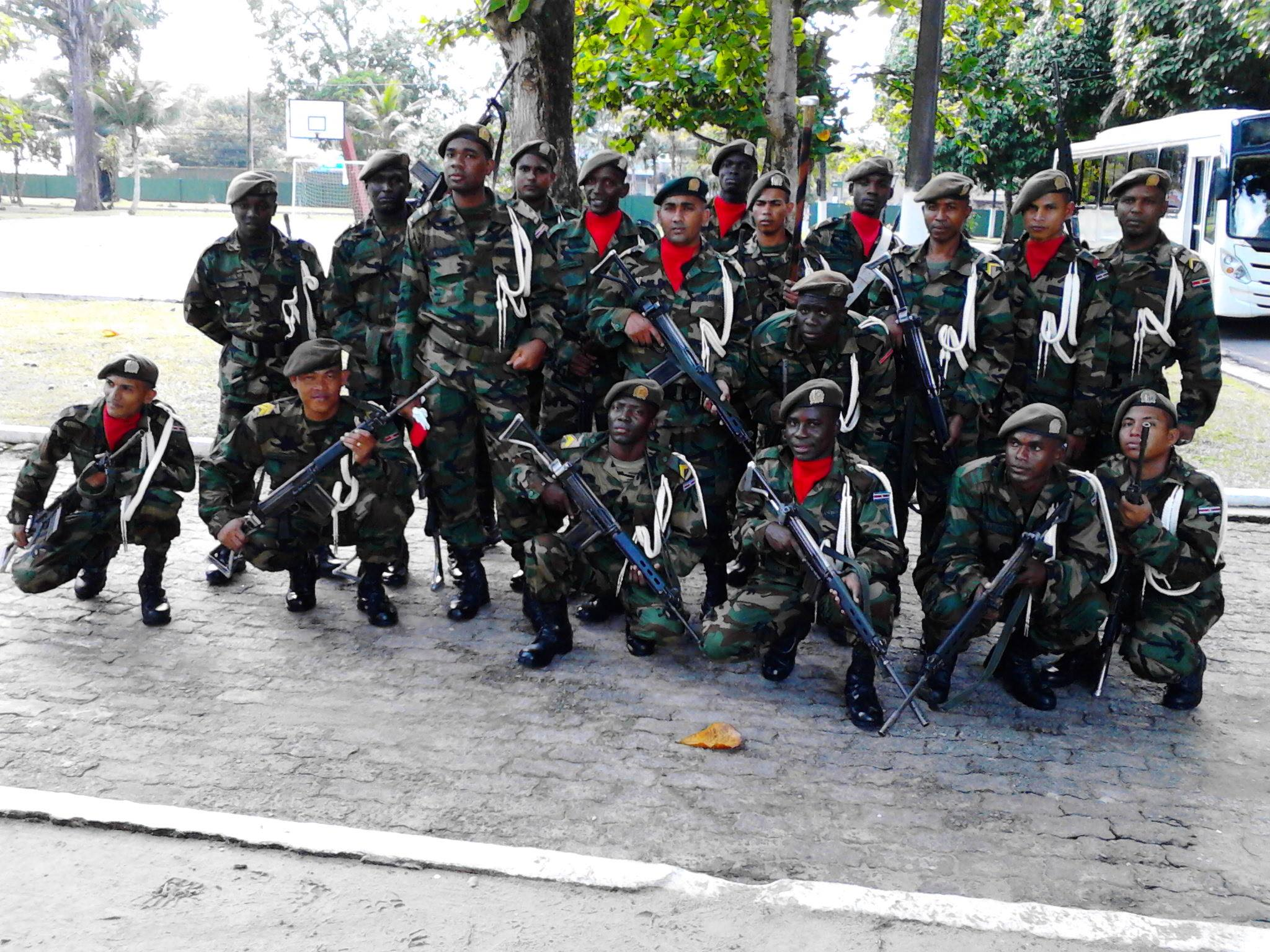
Ejército nacional de Surinam.

El Ejército nacional (en neerlandés: Surinaamse Nationaal Leger) es la fuerza armada de la República de Surinam. El mayor componente es la fuerza terrestre, que consiste en un batallón de infantería ligera. También hay un modesto componente aéreo que cuenta con algunos helicópteros y aviones ligeros, y un componente naval que cuenta con algunos buques patrulleros. El Ejército Nacional está formado en su totalidad por soldados profesionales. A mediados de agosto de 2020, cinco semanas después de tomar posesión del cargo, el presidente Chan Santokhi, anunció que reformaría el Ejército Nacional para convertirlo en un instituto multifuncional, que también puede desplegarse para apoyar a la Fuerza de Policía de Surinam, para tareas de desarrollo y para combatir la delincuencia.

### Armas de fuego

#### Subfusiles
| Nombre     | Imagen     | Origen     | Munición             | Fabricante               |
| Subfusiles | Subfusiles | Subfusiles | Subfusiles           | Subfusiles               |
| ---------- | ---------- | ---------- | -------------------- | ------------------------ |
| FN P90     |            | Bélgica    | 5,7 × 28 mm          | FN Herstal               |
| Uzi        |            | Israel     | 9 × 19 mm Parabellum | Israel Weapon Industries |

#### Fusiles de asalto
| Nombre            | Imagen            | Origen            | Munición          | Fabricante                   |
| Fusiles de asalto | Fusiles de asalto | Fusiles de asalto | Fusiles de asalto | Fusiles de asalto            |
| ----------------- | ----------------- | ----------------- | ----------------- | ---------------------------- |
| FAMAS             |                   | Francia           | 5,56 × 45 mm OTAN | KNDS Francia                 |
| AK-47             |                   | Rusia             | 7,62 × 39 mm      | Corporación Kalashnikov      |
| AKM               |                   | Rusia             | 7,62 × 39 mm      | Corporación Kalashnikov      |
| Fusil M16         |                   | Estados Unidos    | 5,56 × 45 mm OTAN | Colt's Manufacturing Company |

#### Fusiles de combate
| Nombre             | Imagen             | Origen             | Munición           | Fabricante                                           |
| Fusiles de combate | Fusiles de combate | Fusiles de combate | Fusiles de combate | Fusiles de combate                                   |
| ------------------ | ------------------ | ------------------ | ------------------ | ---------------------------------------------------- |
| CETME-L            |                    | España             | 5,56 × 45 mm OTAN  | Centro de Estudios Técnicos de Materiales Especiales |
| FN FAL             |                    | Bélgica            | 7,62 × 51 mm OTAN  | FN Herstal                                           |

#### Ametralladoras
| Nombre         | Imagen         | Origen         | Tipo                               | Munición          | Fabricante     |
| Ametralladoras | Ametralladoras | Ametralladoras | Ametralladoras                     | Ametralladoras    | Ametralladoras |
| -------------- | -------------- | -------------- | ---------------------------------- | ----------------- | -------------- |
| FN MAG         |                | Bélgica        | Ametralladora de propósito general | 7,62 × 51 mm OTAN | FN Herstal     |

### Armas antitanque
| Nombre           | Imagen           | Origen           | Tipo                | Calibre          | Fabricante         |
| Armas antitanque | Armas antitanque | Armas antitanque | Armas antitanque    | Armas antitanque | Armas antitanque   |
| ---------------- | ---------------- | ---------------- | ------------------- | ---------------- | ------------------ |
| M40              |                  | Estados Unidos   | Cañón sin retroceso | 105 mm           | Watervliet Arsenal |
| RPG-7            |                  | Rusia            | Lanzacohetes        | 85 mm            | Bazalt             |

### Vehículos
| Nombre                | Imagen                | Origen                | Tipo                            | Fabricante            |
| Vehículos todoterreno | Vehículos todoterreno | Vehículos todoterreno | Vehículos todoterreno           | Vehículos todoterreno |
| --------------------- | --------------------- | --------------------- | ------------------------------- | --------------------- |
| EE-09 Cascavel        |                       | Brasil                | Automóvil blindado (militar)    | Engesa                |
| EE-11 Urutu           |                       | Brasil                | Transporte blindado de personal | Engesa                |

### Graduación militar

#### Oficiales
| Grado militar      | Insignia | Rangos OTAN |
| ------------------ | -------- | ----------- |
| General de brigada |          | OF-6        |
| Coronel            |          | OF-5        |
| Teniente coronel   |          | OF-4        |
| Comandante         |          | OF-3        |
| Capitán            |          | OF-2        |
| Teniente           |          | OF-1        |
| Alférez            |          | OF-1        |

#### Suboficiales
| Grado militar    | Insignia | Rangos OTAN |
| ---------------- | -------- | ----------- |
| Sargento mayor   |          | OR-6        |
| Sargento primero |          | OR-5        |
| Sargento         |          | OR-4        |
| Cabo primero     |          | OR-3        |
| Cabo             |          | OR-2        |

## Fuerza aérea
En 1982 se creó formalmente una modesta fuerza aérea (en neerlandés: Surinaamse Luchtmacht) dentro del Ejército Nacional. La primera aeronave militar fue un helicóptero Hughes de la Fuerza Aérea de Surinam, este helicóptero tuvo un desafortunado accidente el 31 de marzo de 1982 durante una misión en el interior del país, muriendo los cuatro ocupantes, incluido el piloto, ese mismo año se compraron cuatro Britten-Norman Defender, estos aparatos volaron con los números de registro SAF-001, SAF-002, SAF-003 y SAF-004. La flota se amplió con una avioneta Cessna 172 Skyhawk (SAF-007), una Cessna 206 Turbo Stationary-6 (SAF-200) y una Cessna T303 Crusader (SAF-008). Todo el equipo de vuelo se utilizó para misiones de transporte, observación ligera, control de fronteras y rescate. 
El primer comandante oficial de la Fuerza Aérea de Surinam desde 1983 hasta 1989 fue el teniente piloto de la fuerza aérea Eddie Alenso Savalie Djoe. Fue una de las víctimas de pasajeros del accidente del vuelo 764 de Surinam Airways en junio de 1989, para entonces ya había sido ascendido al rango de mayor. Los vuelos de la Fuerza Aérea de Surinam tienen lugar principalmente desde el Aeropuerto Zorg en Hoop, en Paramáribo, y también ocasionalmente desde el Aeropuerto Internacional Johan Adolf Pengel, en Zanderij, el Aeropuerto Majoor Henk Fernandes, en Nieuw Nickerie, Moengo y Albina.

### Aeronaves

#### Aviones
| Aeronave                             | Fotografía | Origen         | Tipo                        | Fabricante                        |
| Aviones                              | Aviones    | Aviones        | Aviones                     | Aviones                           |
| ------------------------------------ | ---------- | -------------- | --------------------------- | --------------------------------- |
| CASA C-212 Aviocar                   |            | España         | Avión de transporte táctico | Airbus Defence and Space (España) |
| Cessna 172                           |            | Estados Unidos | Avión utilitario            | Cessna                            |
| Britten-Norman Islander              |            | Reino Unido    | Avión de línea regional     | Britten-Norman                    |
| de Havilland Canada DHC-6 Twin Otter |            | Canadá         | Avión utilitarioSTOL        | de Havilland Canada               |
| Pilatus PC-7                         |            | Suiza          | Avión de entrenamiento      | Pilatus Aircraft                  |

#### Helicópteros
| Aeronave     | Fotografía   | Origen       | Tipo               | Unidades     | Fabricante                    |
| Helicópteros | Helicópteros | Helicópteros | Helicópteros       | Helicópteros | Helicópteros                  |
| ------------ | ------------ | ------------ | ------------------ | ------------ | ----------------------------- |
| HAL Chetak   |              | India        | Búsqueda y rescate | 3            | Hindustan Aeronautics Limited |

## Armada de Surinam
En 1977, la Armada de Surinam recibió tres buques patrulleros procedentes de los Países Bajos, construidos por "De Vries Scheepsbouw". Con una longitud de 32 metros, cada barco tenía dos motores diésel Paxman 12YHMC de 1200 HP que alcanzaban una velocidad máxima de 20 nudos. La entrega se realizó entre febrero de 1977 y 1978 y los números de casco eran S-401, S-402 y S-403. Actualmente, los tres buques están fuera de servicio. Los barcos tenían su base en un puerto fluvial en el Río Surinam. Actualmente, la mayor parte de la flota restante tiene su base en Boxel, cerca del complejo turístico de Domburg, en el distrito de Wanica, junto al Río Surinam. La Armada de Surinam tiene un buque patrullero de tipo Damen FCS, el RSS Barracuda tiene una eslora de 41,2 metros y alcanza una velocidad máxima de 30 nudos. El buque ha sido construido por la compañía holandesa Damen.

## Guardia costera
En noviembre de 2012, el Ministerio de Defensa y Asuntos Internos de Surinam compró tres patrulleras a la empresa francesa "Ocea", para la Guardia costera de Surinam. El pedido ascendió a 16 millones de euros. Las patrulleras se utilizarán para la protección de la pesca y para contrarrestar la piratería en aguas surinamesas. La primera patrullera (P201) un buque patrullero "Ocea" Tipo FPB 98, se entregó en junio de 2013. El primer barco llegó a Paramaribo a bordo de un buque portacontenedores, desde el puerto de Saint-Nazaire, en Francia. La entrega de las dos embarcaciones restantes (P101 y P102) de tipo FPB 72, se produjo a finales de julio de 2013. El Gobierno de Surinam ordenó las tres embarcaciones, acelerando la planificación para establecer una guardia costera para Surinam, que se desplegará para realizar tareas de patrullaje y luchar contra las actividades delictivas marítimas como la pesca ilegal, el tráfico de drogas y la piratería. La guardia costera es una rama del Ministerio del Interior. Los soldados fueron transferidos desde la Armada para formar al personal de la Guardia costera. La Autoridad Marítima de Surinam, está capacitando actualmente a 16 estudiantes del Instituto Técnico Natural, y la Facultad Técnica de la Universidad de Surinam, sobre cómo realizar el mantenimiento técnico de los buques. Si bien los primeros tres barcos apenas serán suficientes para patrullar las aguas territoriales de Surinam y combatir las actividades delictivas marítimas como la piratería, la guardia costera tiene una unidad de reacción rápida. La unidad tiene su propia base naval junto al Río Surinam en Paramaribo. La legislación sobre la que se basa la guardia costera pronto se presentará en el Consejo de Ministros y el Consejo de Estado, después se dirigirá a la Asamblea Nacional para su aprobación. La nueva unidad es una organización civil, pero cuenta con autoridad para hacer cumplir la ley en las aguas territoriales de Surinam. El gobierno de Surinam no tiene intención de hacer recortes en la Armada, una vez que la Guardia costera esté en pleno funcionamiento, la Armada seguirá operando en alta mar.

## Policía militar
El cuerpo de policía militar (en neerlandés: Korps Militaire Politie) es una unidad independiente del Ejército Nacional. Con el fin de desempeñar sus funciones con la mayor eficacia posible y mantener la calidad de las motos, los motoristas del Cuerpo de Policía Militar asistieron a una formación de conducción y destreza del 10 al 13 de junio de 2014. Estas sesiones de formación fueron impartidas por expertos de Yamaha Motor Company. En el proceso, los pilotos recibieron ejercicios de agilidad y las operaciones de mantenimiento más básicas para cada cilindrada. Además, se les enseñaba la posición correcta para sentarse y cómo actuar en caso de calamidades. 11 miembros del cuerpo de policía militar participaron en un curso de Tácticas Defensivas para Operaciones Militares de Orden Público y Seguridad del 11 al 15 de abril de 2014. Este curso fue la culminación de una serie de sesiones de formación en las que se enseñaron nuevas tácticas. Estas se derivaron de las técnicas y tácticas del Programa de Preparación para el Combate. Los conocimientos y habilidades adquiridos contribuirán a una conducción más eficaz y eficiente de las operaciones tácticas.

## Policía civil

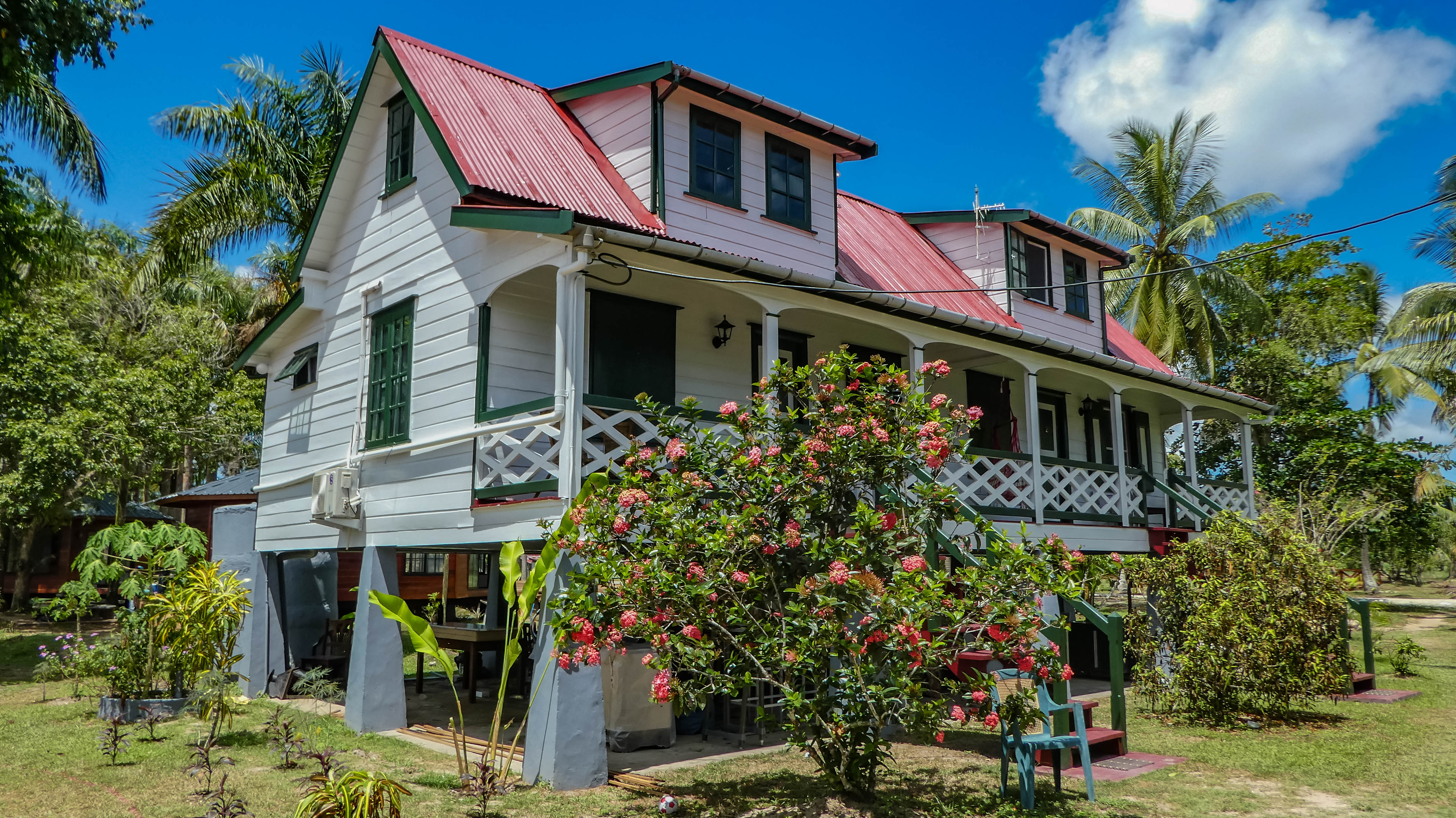
Antigua estación de Policía en Frederiksdorp

El Cuerpo de Policía de Surinam (en neerlandés: Korps Politie Suriname) es la fuerza policial de la República de Surinam. El cuerpo de policía depende del Ministerio de Justicia. La policía es la responsable de mantener la paz y la seguridad nacional en la sociedad, hacer cumplir la ley y el orden, detectar la comisión de delitos y hacer efectivo el cumplimiento de la ley en Surinam. Desde un punto de vista organizativo, la fuerza policial puede dividirse en dos partes: La policía nacional y la policía militar.  Asimismo, existen varias brigadas, como la brigada de estupefacientes, y durante la pandemia del coronavirus, la brigada COVID-19. En 1828 se introdujo la distinción entre la policía local y la policía nacional. La policía local realiza tareas locales, la policía nacional realiza tareas de ámbito nacional. En 1863, en el mismo año en que fue abolida la esclavitud en Surinam, fueron creados los cuerpos de la policía militar y la policía nacional. El mando del cuerpo de la policía militar era dirigido por un general. También fue creado un cuerpo de policía auxiliar, posteriormente, en 1867, fue creado el cuerpo de intendencia. En Surinam, las comisarías de policía son dirigidas por un comisario.